# El rey tiburón
«El rey tiburón» es una canción interpretada por el grupo de rock mexicano Maná, incluida originalmente en el séptimo álbum de estudio de la banda, Amar es combatir (2006). Fue lanzada en 2007 como el quinto y último sencillo del disco solamente en América Latina y en 2008 logró la primera posición en las listas de Chile.

## Video musical
El video musical de la canción fue dirigido por Pablo Croce. En el vídeo se muestra a un hombre conduciendo por la carretera, llega a un hotel y se mete, cuando busca a alguien en la recepción se comienza a escuchar "el rey tiburón" en la radio. De la nada aparece un señor y le da las llaves de su cuarto. Al darse la vuelta está una mujer y él la sigue, Fher Olvera comienza a cantar. El hombre mientras camina a su habitación se topa con un hombre fumando, en otra habitación a un hombre en un piano, en la siguiente se encuentra Álex González rodeado de mujeres, después está Sergio Vallin. La mujer le enseña su habitación, mientras en otras tomas está Fher cantando. La siguiente escena muestra al grupo en una habitación tocando la canción junto a una pareja bailando, en las siguientes escenas se muestra a cada uno de los integrantes tocando su instrumento en distintas habitaciones junto a mujeres. Mientras tanto el hombre que acaba de llegar al hotel es llevado a otra habitación por la mujer y baila sensualmente con ella. De nuevo se muestran las escenas de los integrantes del grupo en cada habitación. Mientras la mujer baila sensualmente con el hombre aparece otra mujer y lo seduce también, escena del grupo tocando, el hombre es seducido por más mujeres. Se muestra a Fher cantando mientras que el hombre va por sus pertenencias y sale del lugar. Cuando pasa por las demás habitaciones ve a una mujer con un caballo blanco, se cierra la puerta, después va a la habitación de Alex y de nuevo se cierra la puerta. Toma del grupo del grupo tocando, al salir de las habitaciones ve a un hombre montado en un caballo, por lo que se regresa, después ve a una mujer doméstica y aun hombre con un Habano. Escena de la banda tocando y se cierran todas las puertas, mientras llega una paloma a la radio y se deja de escuchar la canción, se muestra como arriban en una camioneta dos chicos y de nuevo se enciende la radio con la canción.

## Posiciones en listas
| Lista                | Posición |
| -------------------- | -------- |
| Chile (Chile Top 20) | 1        |

## Curiosidades
La canción de El Rey Tiburón fue también el tema de apertura musical de la telenovela mexicana «Yo amo a Juan Querendón».